# Celleporella catenifera
Celleporella catenifera is een mosdiertjessoort uit de familie van de Hippothoidae. De wetenschappelijke naam van de soort is voor het eerst geldig gepubliceerd in 1894 door Norman.